# Marsolan
Marsolan este o comună în departamentul Gers din sudul Franței. În 2009 avea o populație de 447 de locuitori.

## Evoluția populației
| An        | 1975 | 1982 | 1990 | 1999 | 2006 | 2009 |
| --------- | ---- | ---- | ---- | ---- | ---- | ---- |
| Populație | 387  | 342  | 384  | 388  | 425  | 447  |